# Fara v Kuněticích
Pozdně barokní fara se nalézá u Kostela svatého Bartoloměje v obci Kunětice v okrese Pardubice. Fara je chráněna od roku 1958 jako součást nemovité kulturní památky ČR - kostela svatého Bartoloměje.

## Popis
Fara spolu s hospodářským dvorem se nachází východně od kostela. Budovy jsou seskupeny kolem obdélného dvora uzavřeného na jihu ohradní zdí. Uprostřed západní strany pozemku stojí přízemní budova fary na obdélném půdorysu zastřešená valbovou střechou krytou bobrovkami, v jihovýchodním nároží pozemku stojí obdélná zděná stodola a na severní straně dvora se nachází protáhlá hospodářská budova.
Fara je od roku 2012 využívána jako soukromý obytný objekt.

## Fotogalerie

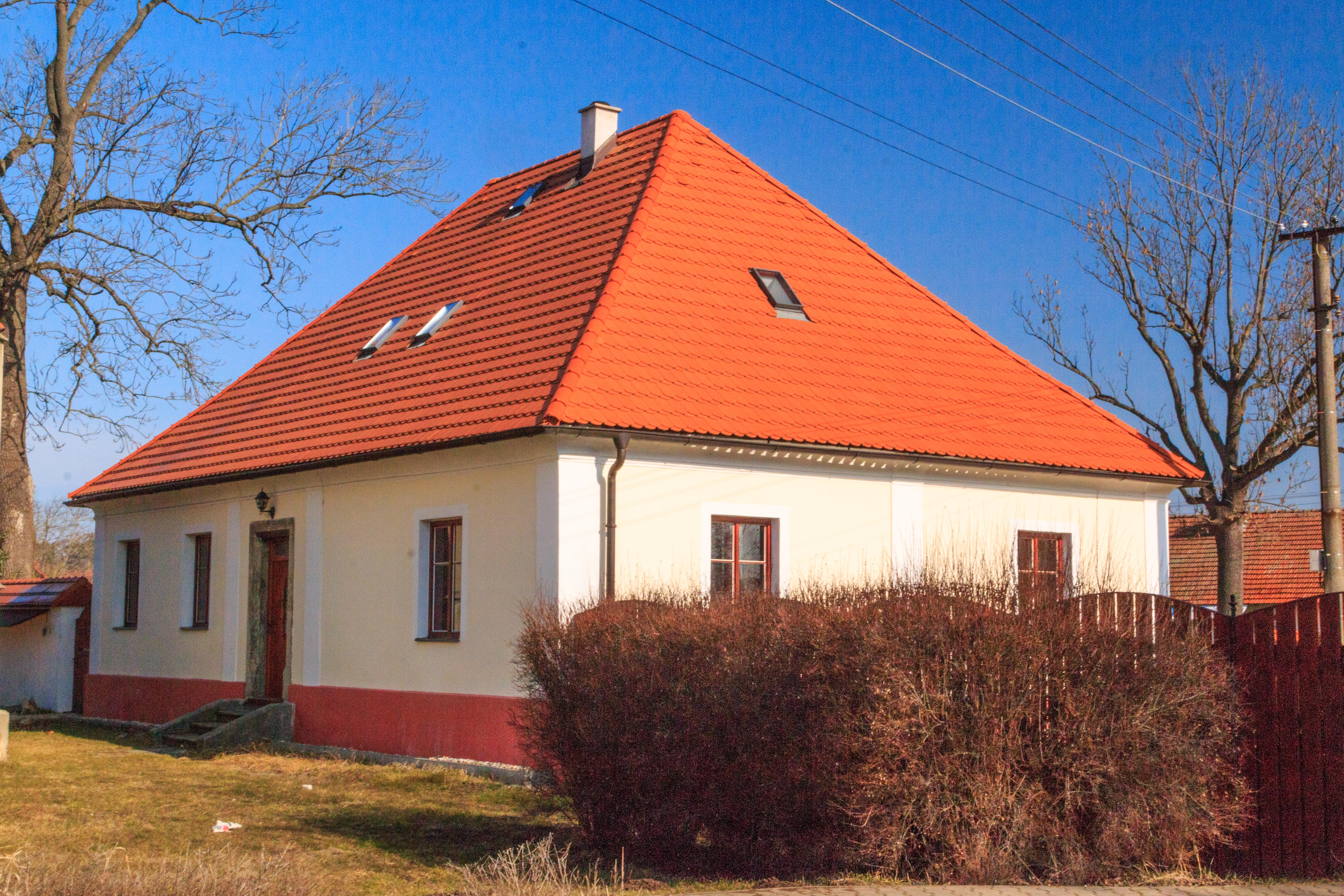
Fara v Kuněticích
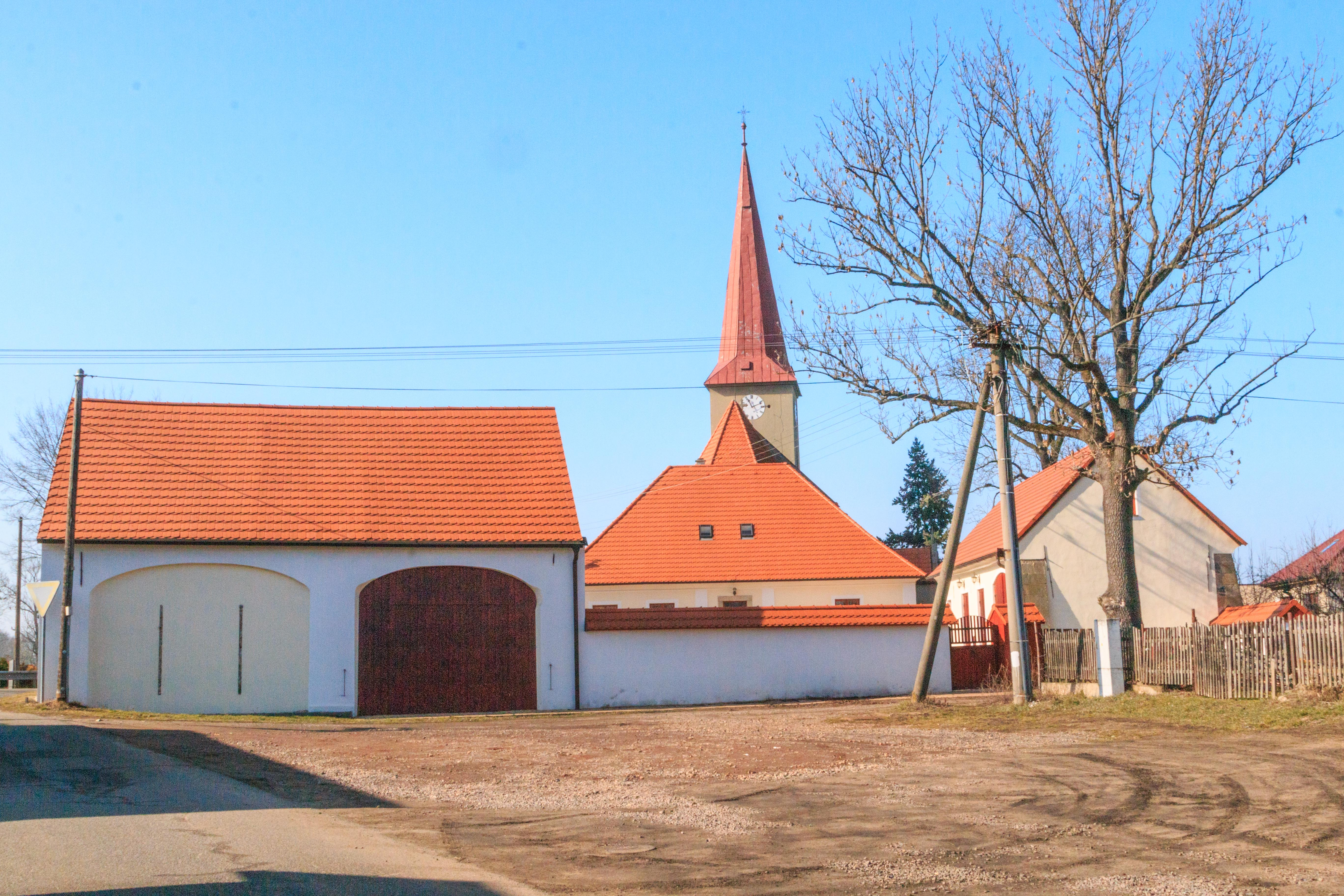
Fara v Kuněticích
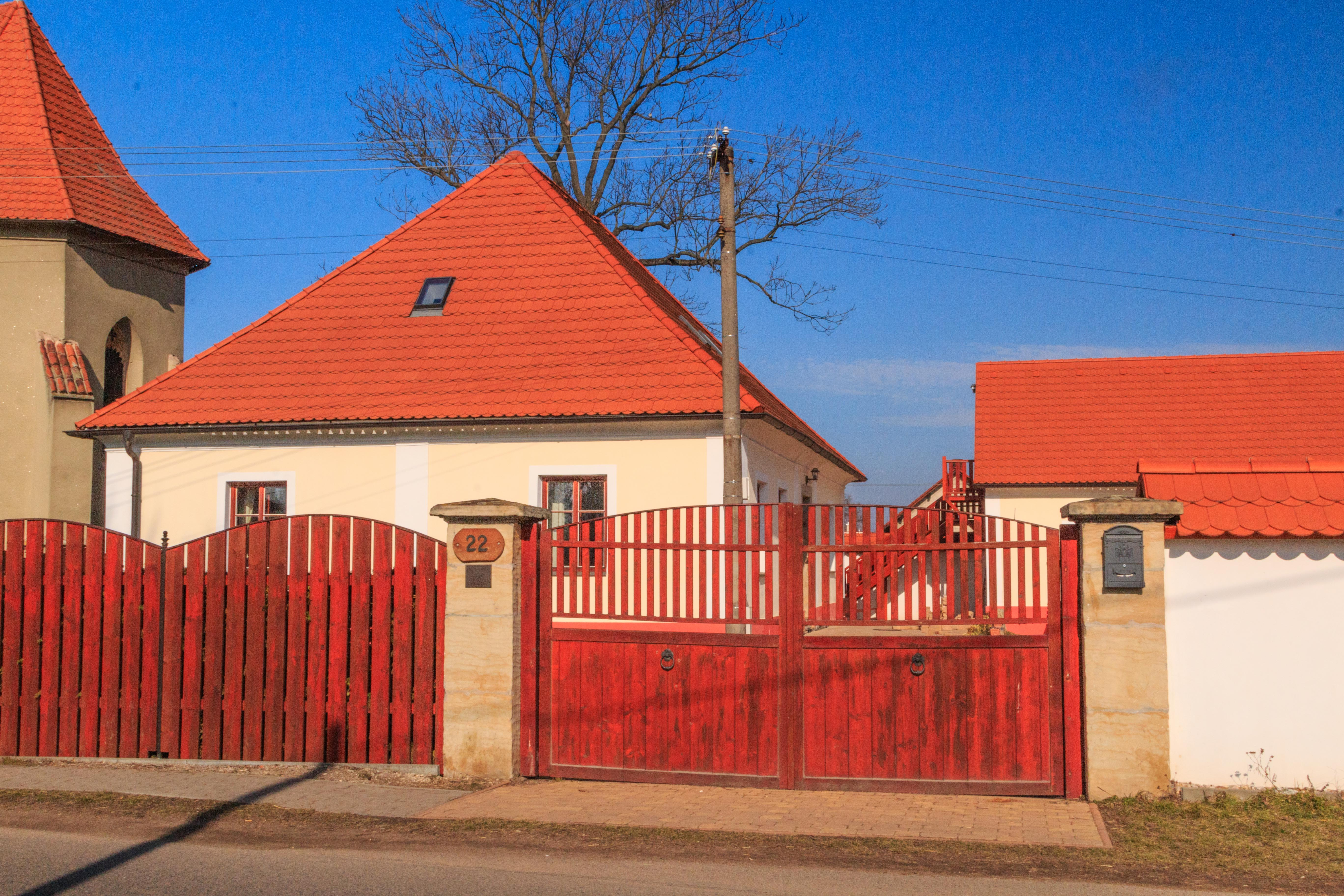
Fara v Kuněticích
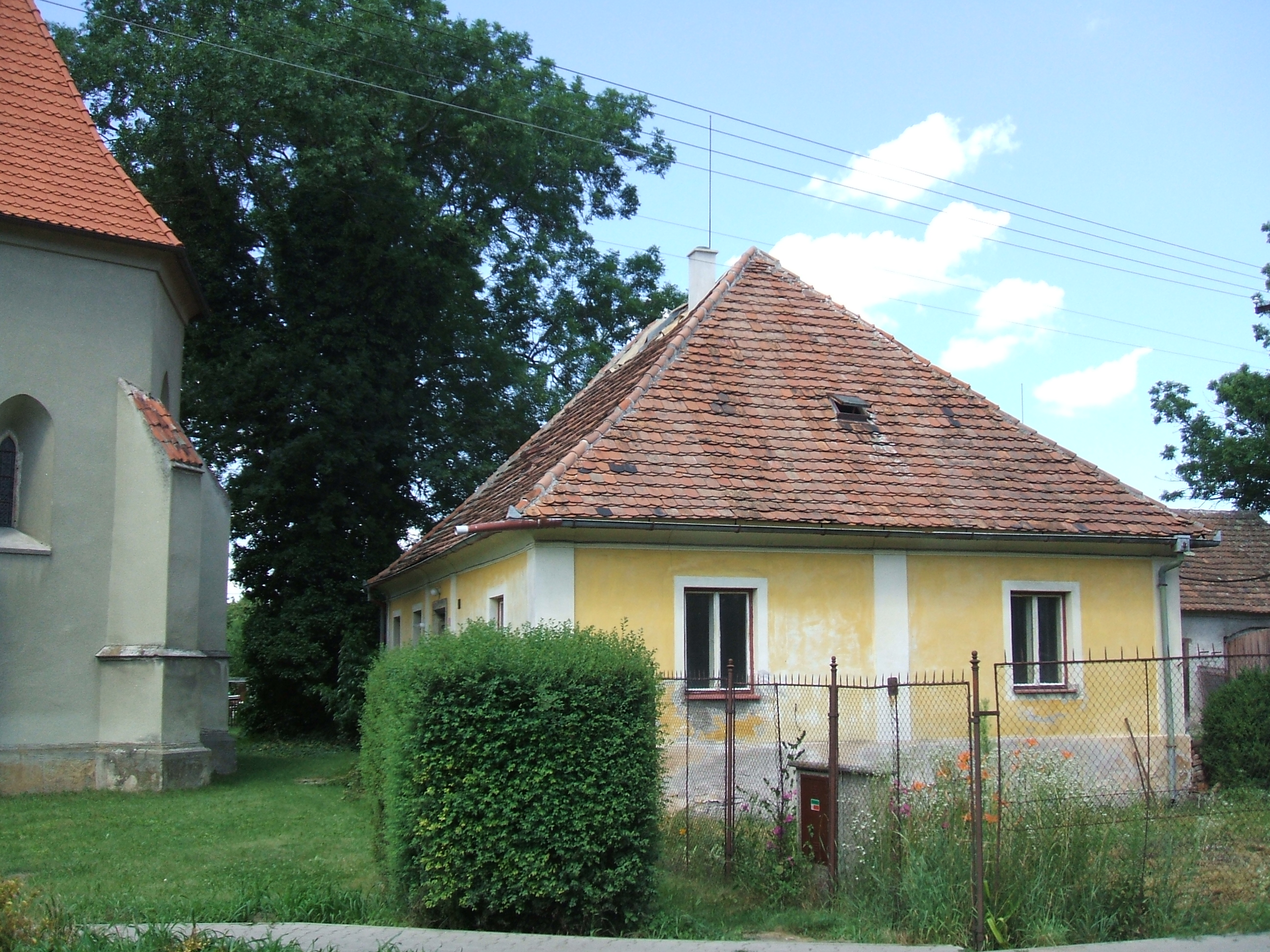
Fara v Kuněticích